# الجميل (الحيمة الداخلية)

تعديل مصدري - تعديل

الجميل هي إحدى قرى عزلة بلاد القبائل بمديرية الحيمة الداخلية التابعة لمحافظة صنعاء، بلغ تعداد سكانها 189 نسمة حسب تعداد اليمن لعام 2004.